# 一宮市立瀬部小学校
一宮市立瀬部小学校（いちのみやしりつ せべしょうがっこう）は、愛知県一宮市にある公立小学校。
2005年から2008年まで、4年連続で全日本ホームページ大賞の愛知県代表に選出された。
2022年度（令和4年度）の学級数は21学級、児童数は477人、教職員数は38人である。

## 沿革

### 発足以前
- 1873年（明治6年）1月 - 第3中学校区第31番小学瀬部学校が開校。
- 1873年（明治6年）9月 - 第3中学校区第32番小学時之島学校が開校。

### 発足後
- 1907年（明治40年）3月6日 - 丹羽郡西成村の瀬部尋常小学校と時之島尋常小学校が合併して丹羽郡西成第一尋常小学校となる。
- 1940年（昭和15年）9月20日 - 西成村と一宮市が合併したことで愛知県一宮市瀬部尋常小学校に改称。
- 1941年（昭和16年）4月1日 - 愛知県一宮市瀬部国民学校に改称。
- 1945年（昭和20年）7月13日 - 南校舎を戦災で焼失。
- 1947年（昭和22年）4月1日 - 一宮市立瀬部小学校に改称。
- 1950年（昭和25年）11月10日 - 運動場拡張、校舎の改築。
- 1952年（昭和27年）3月3日 - 2階建て校舎の完成。
- 1959年（昭和34年）9月26日 - 伊勢湾台風のため相撲場と体育器具の倒壊。
- 1968年（昭和43年）3月16日 - 学校自家給水施設を一宮市上水道に切り替え。
- 1970年（昭和45年） - 校歌の制定。
- 1975年（昭和50年） - プールの完成。
- 1983年（昭和58年） - 校地を拡張。この際に校庭の大銀杏（雄雌）を移動。とくに雄の大銀杏は校庭の中央近くにあり瀬部小学校のシンボル的存在だったが、移動に伴い枝を落としてしまったため昔の面影は無くなった。
- 2007年（平成19年） - 開校100周年。
- 2023年（令和5年） - 校舎外壁塗装。

## 通学区域
- 瀬部、時之島（時之島字帯田の一部、時之島字下途の一部、時之島字上垂、時之島字川角、時之島字堂山の一部、時之島字八竜、時之島字東託美を除く）[3]。

## 進学先中学校
- 一宮市立西成中学校